# Giuseppe Ferrari
Giuseppe Ferrari, född 7 mars 1812, död 2 juli 1876, var en italiensk filosof, historiker och politiker.
Ferrari gick i landsflykt till Paris, blev professor i Strasbourg och efter återkomsten till Italien 1859 professor i Turin och Milano. Han blev senare deputerad vid parlamentet, slutligen professor i Rom och rikssenator. I sina skrifter och sin politiska verksamhet förfäktade Ferrari ett federalistiskt program liknande Carlo Cattaneos, och genom sitt historiska verk Histoire des révolutions d'Italie (4 band, 1856-58) försökte han vinna stöd för sina politiska åsikter. Han behandlade Gian Domenico Romagnosi läror, vilkens lärjunge han var i verket La mente di Gian Domenico Romagnosi (1835). Han utgav en förtjänstfull upplaga av Giambattista Vicos verk (1835-37). Ferrari utgav även den uppskattade Corso sugli scrittori politici italiani (1862). Hans egen filosofi, behandlad i verket Filosofia della rivoluzione (2 band, 1851) och Essai sur le principe et les limites de la philosophie de l'histoire (1843), behärskas av principen om motsasternas inneboende i tillvarons eget begrepp, och hans antidogmatiska läggning återspeglas utpräglat i en skeptisk åskådning. Ferrari försökte i Teoria dei periodi politici (1874) på aritmetisk väg bestämma de historiska lagar, som styr historiens gång enligt en rytm, som utmärker generationernas växling.